# Stanislav Jungwirth
Stanislav Jungwirth (* 15. August 1930 in Prachatice; † 11. April 1986 in Prag) war ein tschechischer Mittelstreckenläufer. Er stellte in den 50er Jahren je einen Weltrekord über 1000 m und 1500 m auf, sein größter Erfolg bei internationalen Meisterschaften war der Gewinn der Bronzemedaille über 1500 m bei den Europameisterschaften 1954.
Jungwith begann erst 1947 mit der Leichtathletik. Seine Trainer waren der Ansicht, dass er erst schneller werden müsse, bevor er mehr Ausdauer trainieren solle. 1951 konnte er die 400 m in 50,0 s und die 800 m in 1:51 min laufen. Erst dann begann er mit dem Training als 1500-m-Läufer. Dieses bestand vor allem aus intensivem Intervalltraining, bei dem er nie langsamer als die geplante 1500-m-Geschwindigkeit (mit Trabpausen) lief.
1952 qualifizierte er sich über 1500 m für die Olympischen Spiele, jedoch wurde er wegen seines Vaters, der als Dissident inhaftiert war, aus der Mannschaft ausgeschlossen. Der populäre Läufer Emil Zátopek weigerte sich, ohne Jungwirth nach Helsinki zu reisen; erst zwei Tage, nachdem der Rest der tschechoslowakischen Mannschaft ohne beide dort angekommen war, erlaubten die Machthaber die Teilnahme Jungwirths, der dann mit Zátopek nachreiste. Im olympischen Wettkampf schied Jungwirth aber als Siebter seines Halbfinals mit 3:51,0 min aus. Am 27. Oktober stellte er in 2:21,2 min einen Weltrekord über die 1000 m auf. Nach seiner Bronzemedaille bei den Europameisterschaften 1954 qualifizierte er sich 1956 für den olympischen Endlauf über 1500 m, ihm fehlten jedoch als Sechster 0,6 s auf die Medaillenränge. Inzwischen hatte er den Trainingsumfang erheblich gesteigert, das Grundprinzip der intensiven Intervallläufe jedoch beibehalten, so dass er erschöpft seine Karriere beendete.
Sein jüngerer Bruder Tomáš Jungwirth war ebenfalls Mittelstreckenläufer und Olympiateilnehmer.